# Paula Fredriksen
Pour les articles homonymes, voir Fredriksen.
Paula Fredriksen, née le 6 janvier 1951 à Kingston (Rhode Island), est une historienne américaine, spécialiste des questions religieuses. Elle occupe la chaire dite « William Goodwin Aurelio Professor of the Appreciation of Scripture » à l'université de Boston. Elle a reçu un doctorat en histoire des religions à l'université de Princeton et un diplôme de théologie à l'université d'Oxford.

## Biographie
Paula Fredriksen s'intéresse particulièrement au Jésus historique. Bien qu'elle ne croie pas à la plupart des récits évangéliques, elle soutient au moins le baptême de Jésus par Jean-Baptiste et sa crucifixion sur l'ordre de Ponce Pilate. Mais elle regarde comme une invention certains autres éléments du récit évangélique, considérés généralement comme historiques, tels que l'expulsion des marchands du Temple. Tandis que plusieurs  historiens voient dans le Jésus historique un maître d'éthique sans vues apocalyptiques, elle rejoint ceux qui le décrivent comme un prédicateur apocalyptique dans la tradition des prophètes qui l'ont précédé et des apôtres qui l'ont suivi. 
Un des éditeurs de son livre From Jesus to Christ: The Origins of the New Testament Images of Jesus a été E. P. Sanders. Avec Geza Vermes, elle est souvent considérée comme la spécialiste du Jésus historique qui a eu le plus d'influence pour le placer résolument dans un contexte juif, qui s'écarte tout à fait de l'interprétation antijuive (et parfois antisémite) qui caractérisait ceux qui ont étudié Jésus au XIXe siècle et une grande partie du XXe. From Jesus to Christ a reçu le Governors' Award de la Yale Press en 1988. 
Paula Fredriksen a également consacré des ouvrages aux liens entre l'antijudaïsme et la naissance du christianisme, ainsi qu'à Augustin d'Hippone.
Elle est mariée à Alfred Tauber, professeur de philosophie et titulaire de la chaire Zoltan Kohn à la faculté de médecine de l'Université de Boston. Son ex-mari, Richard Landes, est professeur d'histoire médiévale à l'Université de Boston.
Paula Fredriksen a participé aux séries d'émissions de Jérôme Prieur et Gérard Mordillat sur la naissance du christianisme, L'Origine du christianisme (2003) puis L'Apocalypse (2008) qui ont suscité un grand retentissement en France et en Allemagne après leur première diffusion sur la chaîne Arte.

## Œuvres
En langue française
- De Jésus aux Christs, Cerf, 1992

En langue anglaise
- On The Passion of the Christ : Exploring the Issues Raised by the Controversial Movie, University of California Press, 2006.
- From Jesus to Christ : The Origins of the New Testament Images of Jesus (Yale Nota Bene), Yale University Press, 2d edition, 2000.
- Jesus, Judaism, and Christian Anti-Judaism : Reading the New Testament After the Holocaust, (avec Adele Reinhartz), Westminster John Knox Press; 2002.
- Jesus of Nazareth, King of the Jews : A Jewish Life and the Emergence of Christianity, Vintage Press, 2000, Jewish Book Award
- Augustine on Romans, Chico: Scholars Press, 1982.
- Augustine and the Jews, Doubleday, 2006.
- Sin: The Early History of an Idea, Princeton University Press, 2012.
- Jesus and Brian: exploring the historical Jesus and his times via Monty Python's Life of Brian, chapter 12 'Are you a virgin?' Biblical exegesis and the invention of tradition. Book edited by Joan E.Taylor, Bloomsbury T&T Clark, 2015.
- Paul: The Pagans' Apostle, Yale University Press, 2017.
- When Christians Were Jews: The First Generation, Yale University Press, 2018.

## Source
- (en) Cet article est partiellement ou en totalité issu de l’article de Wikipédia en anglais intitulé « Paula Fredriksen » (voir la liste des auteurs).